# Xabanu

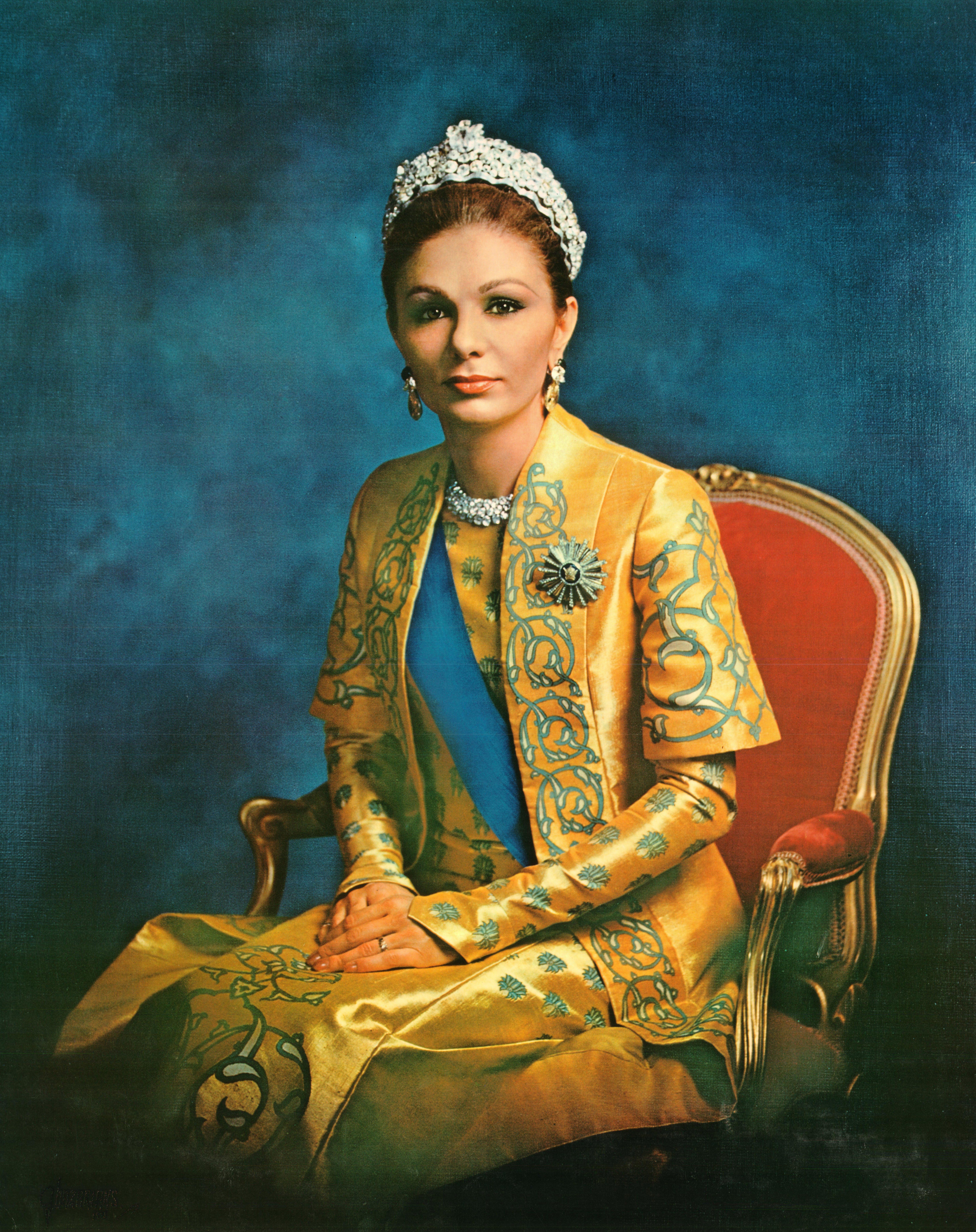
Fara Pálavi, Xabanu do Irã, 1973

Armas Imperiais da xabanu do Irã

Xabanu (em persa: شهبانو; romaniz.: Šahbānū) significa literalmente "esposa do xá". O termo se distingue de shahmâm (شه مام، شهمام), que designa a imperatriz-mãe.
Desde a invasão árabe no Irã (século VII), o título de xabanu foi conferido apenas uma vez, quando da coroação de Fara Pálavi, terceira esposa do Xá Maomé Reza Pálavi, em 1967. Anteriormente, as imperatrizes sassânidas Borana e sua irmã Azarmiducte (r. 630–631) haviam sido as últimas soberanas a receberem o título sassânida equivalente - bâmbişnân bâmbişn ("Rainha das Rainhas") -, que era dado à consorte principal do monarca, distinguindo-a das demais rainhas integrantes do harém do xá..
Embora não seja mais válido no Irã desde a Revolução de 1979, o título ainda é dado, por cortesia, à ex-imperatriz Fara Pálavi, nos países que permitem a utilização de títulos ligados a monarquias extintas.
Segundo as regras dinásticas pré-revolucionárias, Yasmine Pahlavi, esposa do  príncipe imperial Reza Pálavi, é quem atualmente teria direito ao título.